# Петр Марков
Петр Кристев Марков (нар. 20 лютого 1958, Софія, Болгарія) — болгарський дипломат. Надзвичайний та Повноважний Посол Республіки Болгарія в Україні.

## Біографія
Народився 20 лютого 1958 року в Софії, Болгарія. Закінчив Університет національної та світової економіки в Софії.
З 1983 по 1984 — спеціаліст дирекції соціального забезпечення м. Софії.
З 1984 по 1988 — науковий співробітник 3-го і 2-го ступеня в НДІ фінансів при Міністерстві фінансів Болгарії.
З 1988 по 1989 — спеціаліст у міністерстві економіки і планування.
З 1990 — обраний депутатом Великого Народного Зібрання Болгарії.
З 1990 по 1991 — науковий співробітник 2-го ступеня в НДІ фінансів при Міністерстві фінансів Болгарії.
З 1991 по 1992 — парламентський секретар Міністерства фінансів і радник з економічних питань у Великій громаді міста Софія.
З 1992 по 1998 — Надзвичайний та Повноважний Посол Республіки Болгарія в Україні.